# Catch and Release
Catch and Release es una película de 2007 de comedia romántica lanzada por Columbia Pictures. Es el debut direccional de Susannah Grant, que escribió la película Erin Brockovich. Es protagonizada por Jennifer Garner. 

## Sinopsis
Trata sobre una mujer haciendo luto por la muerte de su prometido que descubre un hombro en que llorar en el mejor amigo de su prometido.

## Elenco
- Jennifer Garner como Gray Wheeler.
- Timothy Olyphant como Fritz Messing.
- Sam Jaeger como Dennis.
- Kevin Smith como Sam.
- Juliette Lewis como Maureen.
- Joshua Friesen como Mattie.
- Fiona Shaw como Mrs. Douglas
- Tina Lifford como Eve.
- Georgia Craig como Persephone.